# Theodore A. Bell

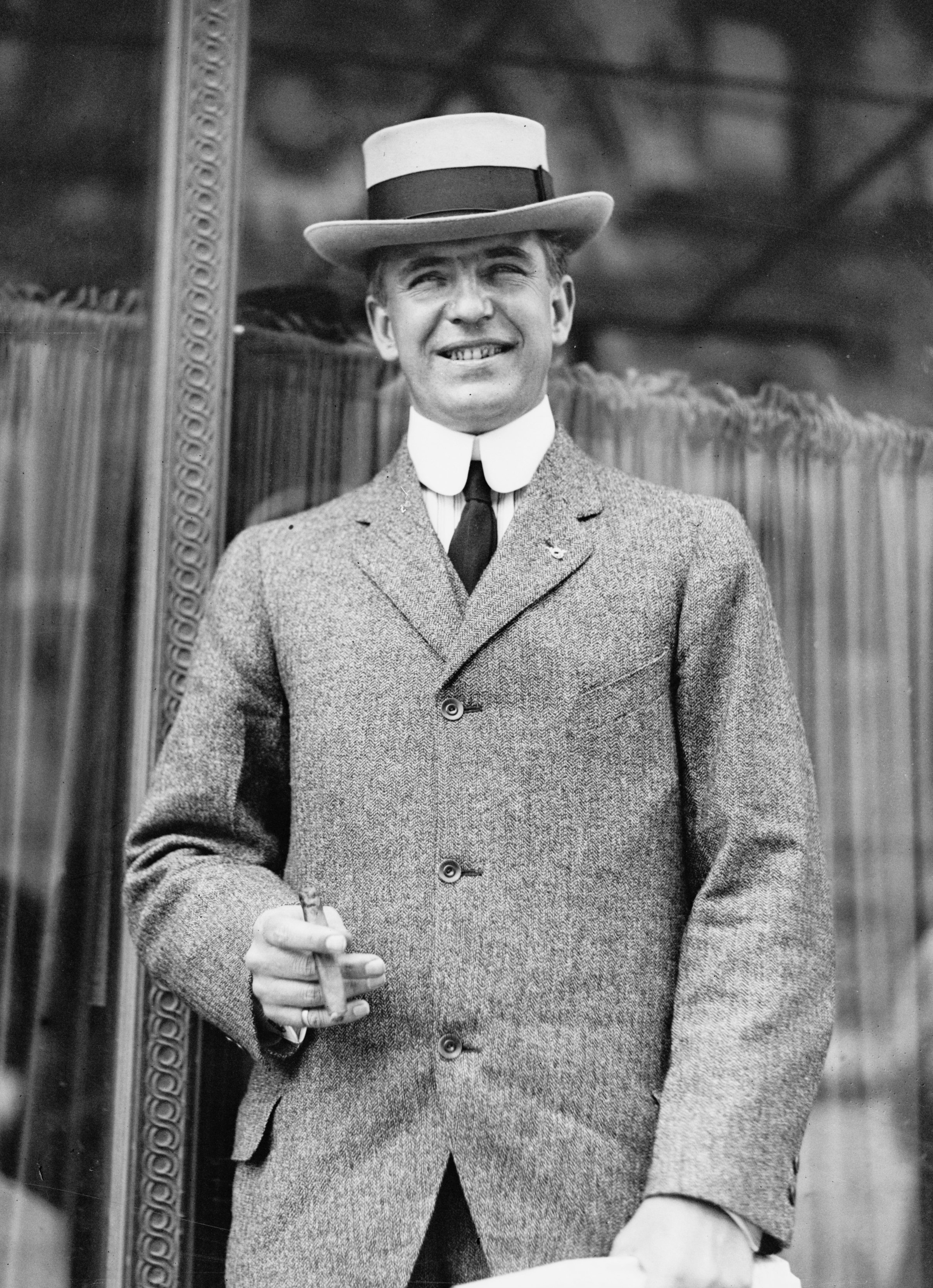
Theodore A. Bell

Theodore Arlington Bell (* 25. Juli 1872 in Vallejo, Kalifornien; † 4. September 1922 bei San Rafael, Kalifornien) war ein US-amerikanischer Politiker. Zwischen 1903 und 1905 vertrat er den Bundesstaat Kalifornien im US-Repräsentantenhaus.

## Werdegang
Im Jahr 1876 kam Theodore Bell mit seinen Eltern nach St. Helena im Napa County, wo er später die öffentlichen Schulen besuchte. Nach einem anschließenden Jurastudium und seiner 1893 erfolgten Zulassung als Rechtsanwalt begann er in Napa in diesem Beruf zu arbeiten. Zwischen 1895 und 1903 war er Bezirksstaatsanwalt im Napa County. Gleichzeitig schlug er als Mitglied der Demokratischen Partei eine politische Laufbahn ein. Bei den Kongresswahlen des Jahres 1902 wurde Bell im zweiten Wahlbezirk von Kalifornien in das US-Repräsentantenhaus in Washington, D.C. gewählt, wo er am 4. März 1903 die Nachfolge von Samuel D. Woods antrat. Da er im Jahr 1904 nicht bestätigt wurde, konnte er bis zum 3. März 1905 nur eine Legislaturperiode im Kongress absolvieren.
Nach dem Ende seiner Zeit im US-Repräsentantenhaus praktizierte Bell als Anwalt in San Francisco. Bei den Democratic National Conventions der Jahre 1908 und 1912 war er Delegierter. In den Jahren 1906, 1910 und 1918 kandidierte er jeweils erfolglos für das Amt des Gouverneurs von Kalifornien. Bei den ersten beiden Fehlversuchen trat er noch als Kandidat der Demokratischen Partei an, von der er sich dann abwandte. Im Jahr 1918 bewarb er sich als Unabhängiger, wobei er dem republikanischen Amtsinhaber William Stephens mit 56,3 gegen 36,5 Prozent der Stimmen klar unterlag. 1921 wurde Theodore Bell Mitglied der Republikanischen Partei. Er starb bei einem Autounfall nahe San Rafael am 4. September 1922.